# エイリアン レイジ
『エイリアン レイジ』(Alien Rage) は、ポーランドのゲーム開発会社CI Gamesによって開発され、CI Gamesより発売されているファーストパーソン・シューティングゲームである。日本版はユービーアイソフトより発売。

## 概要
当初はPS3用ファーストパーソン・シューティングゲームとして2月6日にPlayStation Networkにて開始しており、マルチプレイ（オンライン）も対応可能となっている。
本作は一人の人間がエイリアンの大群に立ち向かう様子を描いたゲームであり、激しい銃撃戦とテンポよく進むゲームプレイが特徴となっている。また、身体の欠損といった暴力的なシーンも存在しており、日本語版はCEROのレーティングに合わせるため、身体欠損と断面の表現が修正されている。
その他、本作には14のレベルと21種の敵および10の武器がある。

## ストーリー
ある日、未確認生物「エイリアン」が施設を共有していた人間を狙って殺害する事件が発生する。主人公であるエリート兵士のジャックは「エイリアン」を抹殺するため、その施設へ送られる。その施設には大勢の「エイリアン」がおり、ジャックはたった一人で彼らを仕留めていく。